# Cynontodium pallidum
Cynontodium pallidum là một loài rêu trong họ Ditrichaceae. Loài này được Hedw. Mitt. mô tả khoa học đầu tiên năm 1869.